# Marlon Gaillard
Pour les articles homonymes, voir Gaillard.
Marlon Gaillard, né le 9 mai 1996 à Chinon (Indre-et-Loire), est un coureur cycliste français. Il est professionnel en 2020 et 2021 au sein de l'équipe Total Direct Énergie.

## Biographie

### Débuts et carrière amateur
Originaire de Chinon, Marlon Gaillard commence le cyclisme au Véloce Club Loudun, en première année minimes,. En parallèle de sa carrière cycliste, il a entamé des études de géographie à Tours, après avoir obtenu un bac scientifique. Son père est également un ancien coureur cycliste amateur. 
Lors de la saison 2014, il s'impose à neuf reprises. Il prend également la huitième place de la Classique des Alpes juniors (moins de 19 ans). Après ses bons résultats, il intègre en 2015 le club Vendée U, alors centre de formation de l'équipe Europcar. Bon grimpeur, il obtient quelques victoires chez les amateurs et termine notamment huitième du Tour de Gironde en 2016. Cette même année, il effectue un premier stage professionnel dans l'équipe Direct Énergie. 
En 2017, il connait ses premières sélections en équipe de France espoirs. Sous le maillot tricolore, il participe notamment au Grand Prix de Plumelec-Morbihan, où il s'adjuge les classements annexes des points chauds et du meilleur grimpeur. Il se classe huitième du championnat de France sur route espoirs. L'année suivante, il termine quatrième du Tour du Maroc et de la Ronde de l'Isard, sixième de Paris-Mantes-en-Yvelines ou encore huitième de la Flèche ardennaise. Il continue par ailleurs à briller dans le calendrier amateur. Une nouvelle fois stagiaire chez Direct Énergie, il n'est toutefois par recruté par la formation vendéenne. 
Il poursuit une dernière saison au Vendée U en 2019. Victorieux à cinq reprises, il brille en particulier sur la Ronde de l'Oise, où il s'impose lors la première étape au terme d'une arrivée en bosse. Il conclut cette épreuve à la deuxième place du classement général. Au mois de juin, il finit quatrième du championnat de France amateurs.

### Carrière professionnelle
Après cinq années passées dans la réserve du Vendée U, il est promu dans l'équipe professionnelle Total Direct Énergie en 2020,. Il commence la compétition en Afrique lors de la Tropicale Amissa Bongo, où il se met au service du sprinteur désigné Lorrenzo Manzin. Victime d'une chute lors de la dernière étape, il est cependant contraint à l'abandon. La saison est ensuite perturbée par la pandémie de Covid-19. 
En fin d'année 2021, il n'est pas conservé par ses dirigeants. Cette non-reconduction de contrat le pousse à mettre à un terme à sa carrière cycliste, à 25 ans.  

#### L'après carrière
Il devient en 2022 parrain de l'épreuve cycliste de la Roue Tourangelle et devient pilote VIP de cette même course. 

## Palmarès
| - 2014 - 2e de la Flèche Plédranaise - 3e du Tour du Bocage Mayennais - 2015 - Grand Prix de Saint-Georges-sur-Loire - Grand Prix de la Chapelle-Saint-Aubin - 2016 - Grand Prix du Muguet à Doulon - 2e étape du Tour d'Eure-et-Loir (contre-la-montre par équipes) - 2e étape de La SportBreizh - 2e du Circuit du Bocage vendéen - 2e du Grand Prix de La Rouchouze - 2e des Boucles guégonnaises - 2017 - Tour de Mareuil-Verteillac-Ribérac : - Classement général - 1re et 2e (contre-la-montre par équipes) étapes - Grand Prix d'Availles-Limouzine - 2e du Prix Marcel-Bergereau - 2e du Grand Prix de Plouay amateurs | - 2018 - Circuit des Vignes - 2e du Circuit de l'Essor - 3e de Jard-Les Herbiers - 2019 - 1re étape de la Ronde de l'Oise - Classement général du Tour Nivernais Morvan - 3e étape de l'Estivale bretonne - Circuit des Deux Provinces - Tour de Rhuys - 2e de la Ronde de l'Oise |  |

## Classements mondiaux
| Année                                 | 2016  | 2017  | 2018  | 2019  | 2020  | 2021  |
| ------------------------------------- | ----- | ----- | ----- | ----- | ----- | ----- |
| Classement mondial                    | 2418e | 2532e | 1260e | 1284e | 1511e | 2339e |
| UCI Europe Tour                       | 1606e | nc    | 1047e | 887e  | 1128e | 1561e |
| UCI Africa Tour                       | nc    | 223e  | 125e  |       |       |       |
|                                       |       |       |       |       |       |       |
| Légende : nc = non classéSource : UCI |       |       |       |       |       |       |